# Alayhanı

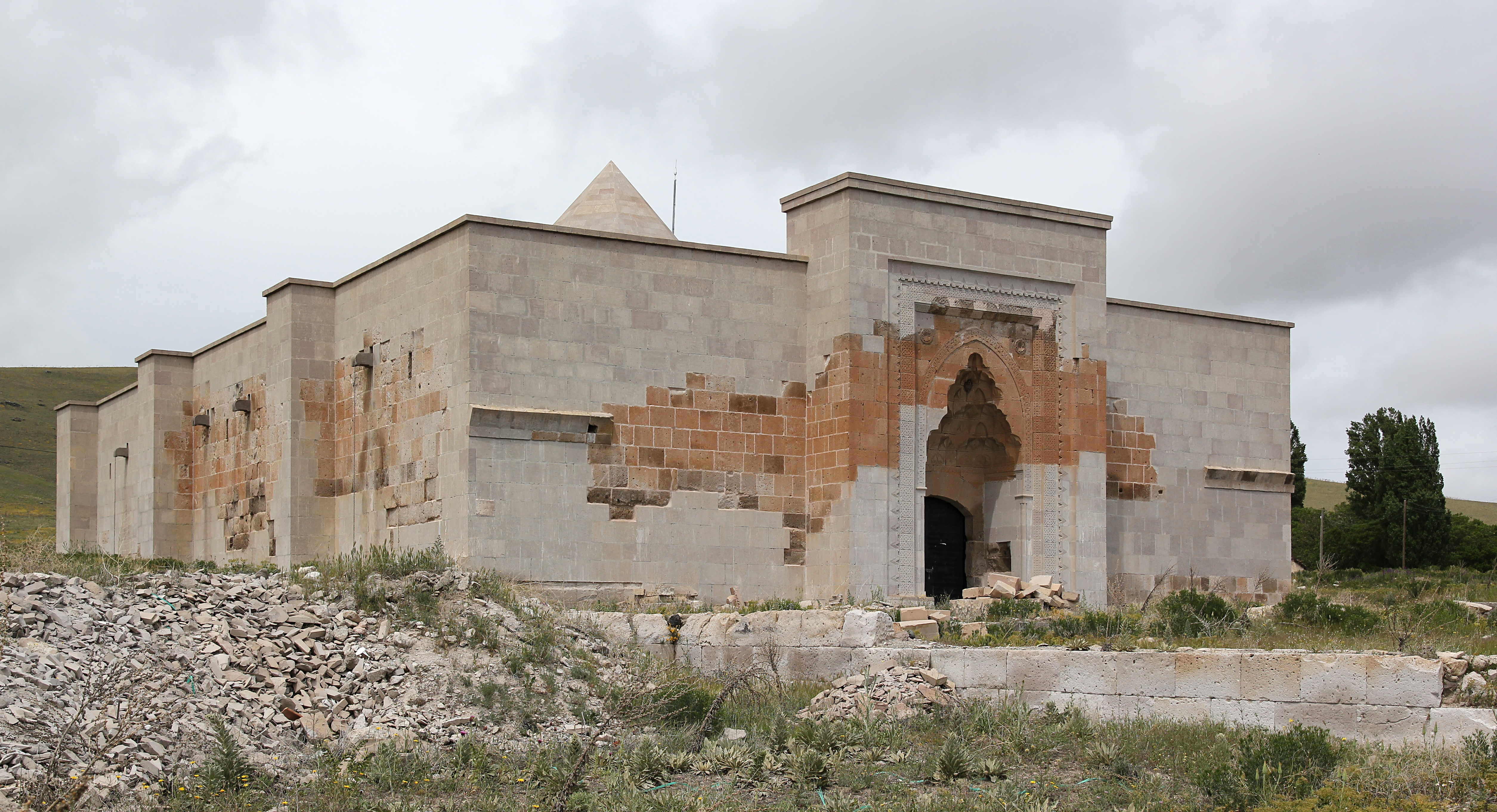
Karawansaray Alayhan

Alayhanı ist ein Dorf im zentralen Landkreis der türkischen Provinz Aksaray mit 520 Einwohnern (Stand: Ende 2021). 2012 betrug die Einwohnerzahl 644. Der Ort liegt etwa 30 Kilometer nordöstlich der Provinzhauptstadt Aksaray. Er ist über eine Landstraße mit der zwei Kilometer südlich von Westen nach Osten verlaufenden Fernstraße D-300 von Aksaray nach Nevşehir verbunden. Er gehört zu der Hochebene Nevşehir Platosu.
An der Fernstraße liegt die seldschukische Karawanserei Alayhan, von der der Ort den Namen hat.